# Kościół Świętej Trójcy w Rypinie
Kościół Św. Trójcy w Rypinie – zbudowany został w stylu gotyku krzyżackiego, dokładny okres budowy kościoła jest trudny do ustalenia. Brak autentycznego dokumentu erekcyjnego uniemożliwia określenie czasu jego budowy. Najprawdopodobniej okres budowy przypada na lata 1340 – 1349. W 1345 roku, kiedy to Władysław Garbaty książę dobrzyński i łęczycki wydał dokument lokacyjny dla miasta, należy przypuszczać, że kościół był już w zaawansowanej budowie. Akt donacyjny wydany przez księcia Władysława dla kościoła św. Trójcy zakłada już istnienie kościoła. Ponieważ Władysław zmarł w 1350, akt donacyjny musiał być wydany najpóźniej w roku jego śmierci.
Po rozpoczęciu budowy nowego grodu w bardziej obronnym miejscu w latach 1327 – 1329 przez Łokietka, a następnie w 1329 kontynuację rozpoczętej budowy przez Krzyżaków, daje początek istnienia kościoła św. Trójcy. Nie wiadomo dokładnie kiedy nastąpiło przeniesienie praw parafialnych z kościoła NMP i św. Piotra i Pawła w Starym Rypinie na kościół św. Trójcy w Nowym Rypinie. Pierwsza wiadomość źródłowa o proboszczu Wojsławie, pojawia się w dokumencie dla Hejkona z 1348 roku. W tym czasie kościół św. Trójcy nie był jeszcze ośrodkiem parafialnym. Dokument z 1352 roku wymienia kościół w Starym Rypinie jako parafialny. Przeniesienie praw parafialnych na kościół św. Trójcy mogło nastąpić w pierwszym dziesięcioleciu po lokacji Nowego Rypina.

## Architektura kościoła

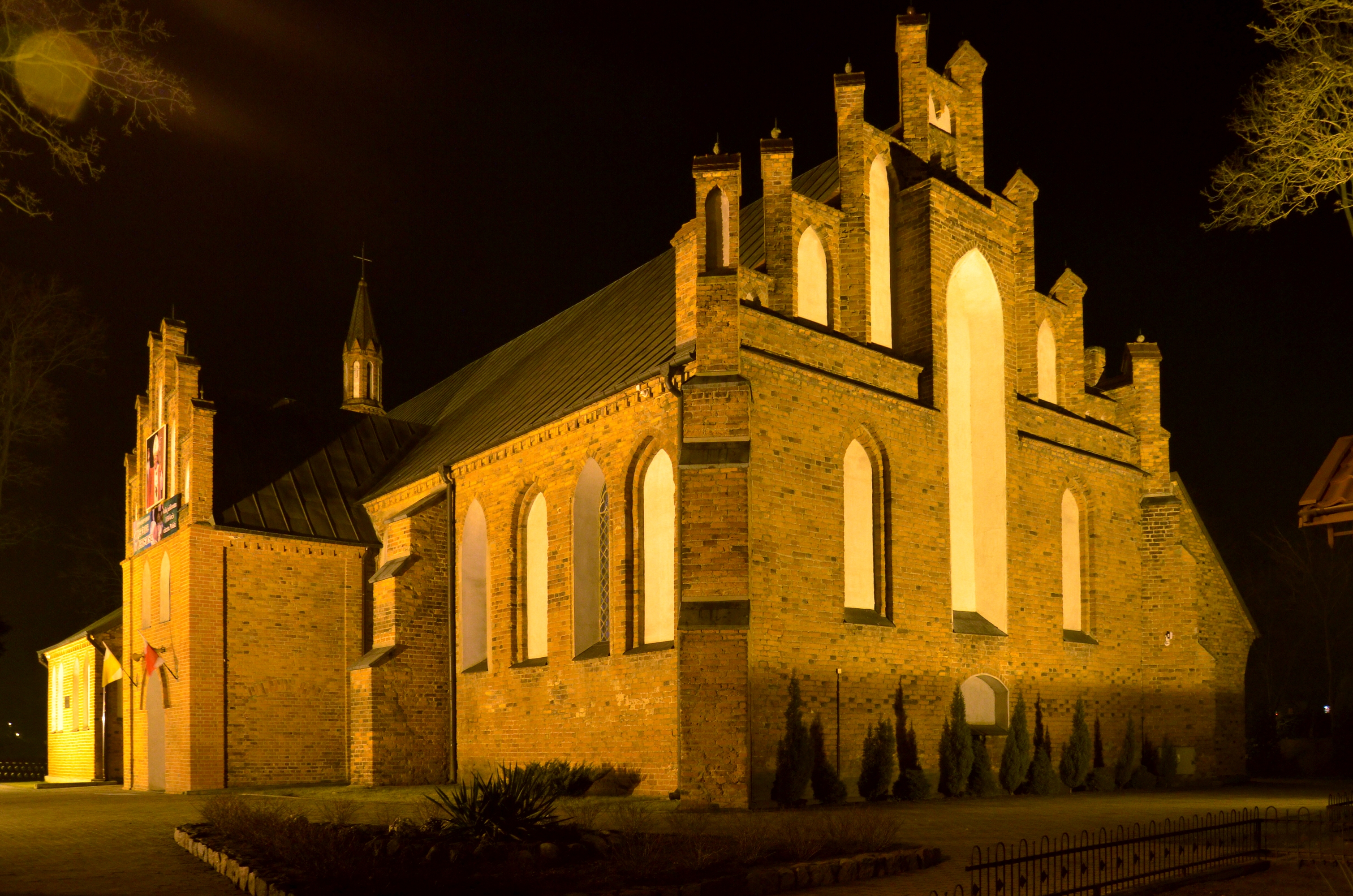
Kościół nocą

Architektura oryginalnego kościół św. Trójcy była czystym odzwierciedleniem stylu krzyżackiego gotyku, jednohalowego. Ołtarz główny skierowany był na wschód, ściany: frontowa i prezbiterialna posiadają nisze i filakterie. Charakterystyczne są okna, ostro zwieńczone z bliźniaczą niszą obok, wszystkich okien było osiem i trzy wejścia: główne we froncie ściany i okolone gotycki portalem, drugie od strony zakrystii i trzecie po prawej stronie od kruchty. Oryginalną przybudówką do kościoła jest zakrystia od strony północno-wschodniej. Kościół posiadał półkolisty sufit i kamienną podłogę; nie posiadał zaś architektonicznego rozmachu. W oryginalnej wersji kościół posiadał wewnątrz drewniany przedsionek. Ponad przedsionkiem znajdowało się podwyższenie na organy i chór. Wejście na chór było bardzo strome. Dach na całym kościele stromy, był kryty dachówką karpiówką, dziś blachą miedzianą, bez wieży. Cztery skarpy rogowe i pięć mniejszych podpierają całą konstrukcję architektoniczną. Wymiary wewnątrz kościoła wynoszą: 34 m długości, 14 m szerokości i 11,30 m wysokości. Data konsekracji kościoła nie jest znana. Pożar, zniszczenia wojenne, remonty i przebudowy zmieniły oryginalny wygląd kościoła św. Trójcy.